# Hoseason-Gletscher
Der Hoseason-Gletscher (norwegisch Slotviktangen für Brandungspfeilerzunge) ist ein rund 20 km langer Gletscher im ostantarktischen Kempland. Er fließt in nördlicher Richtung und mündet 24 km östlich der Edward-VIII-Bucht und 19 km westlich der Insel Brøka zwischen den Brandungspfeilern East Stack und West Stack in die Kooperationssee.
Norwegische Kartographen kartierten ihn grob anhand von Luftaufnahmen der Lars-Christensen-Expedition 1936/37. Eine Schlittenmannschaft der Australian National Antarctic Research Expeditions besuchte ihn im Jahr 1954. Das Antarctic Names Committee of Australia (ANCA) benannte den Gletscher nach dem australischen Polarforscher Richard Hoseason (1921–1952), der am 26. Mai 1952 auf der Insel Heard bei einem Rettungsversuch für einen in Not geratenen Mannschaftskameraden ertrank.